# Министерство транспорта и связи Финляндии
Министерство транспорта и связи Финляндии является частью финского Государственного совета. Действующим министром транспорта и связи с 20 июня 2023 года является Лулу Ранне (Истинные финны).
Министерство транспорта и связи отвечает за политику в сфере транспорта и связи. Министерство состоит из трёх отделов:
- Отдел транспорта
- Отдел связи
- Общий отдел

Транспортный отдел состоит из пяти подразделений: 
- управления движением
- транспортной стратегии
- транспортных баз
- безопасности дорожного движения и охраны окружающей среды
- управления дорожным движением.

Отдел связи имеет три подразделения 
- рынка СМИ
- основных услуг связи
- Интернет-услуг.

Общий отдел имеет следующие подразделения:
- финансового управления
- административный отдел
- развития и безопасности

## История
- Министерство транспорта 1970-2000
- Министерство транспорта и коммуникаций 2000-2007
- Министерство транспорта и связи, 2007-2011
- Министр транспорта, жилищного строительства и связи, 2011 -